# 2e régiment d'hélicoptères de combat
Pour les articles homonymes, voir 2e régiment.
Le 2e régiment d’hélicoptères de combat était une unité de l'aviation légère de l'Armée de terre.
Créé le 1er septembre 1978, il est dissous le 1er juillet 1992. Il était alors rattaché aux Forces françaises en Allemagne. La moitié du régiment était basée sur la base Löwental de Friedrichshafen, l'autre moitié sur la base aérienne de Fribourg-en-Brisgau.
Au cours de l'été 2019, l'école de l'aviation légère de l'Armée de terre du Cannet-des-Maures prend l’appellation de base école - 2e régiment d'hélicoptères de combat. Le 1er juillet 2025, les doubles appellations sont supprimées. La base école - 2e RHC prend l'appellation de base école Général Lejay. Elle conserve le drapeau et les traditions du 2e RHC.

## Étendard du régiment
Il porte, cousues en lettres d'or dans ses plis, l'inscription suivante :

## Décorations
Sa cravate est décorée de la croix de guerre des TOE avec trois palmes, une étoile de vermeil et une étoile d'argent, et la fourragère aux couleurs du ruban de la croix de guerre des TOE.

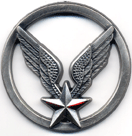
Insigne de béret de l'ALAT.

## Sources et bibliographie
- site alat.fr